# Ravalement
Pour les bâtiments, voir Ravalement de façade.

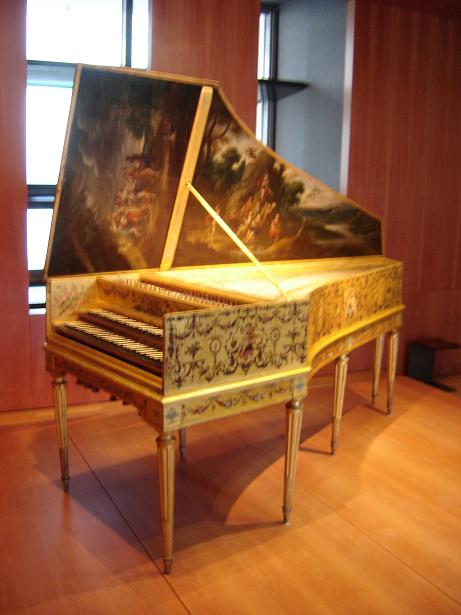
Ce clavecin, exposé au Musée de la Musique à Paris, a été fait par Andreas Rückers en 1646, ravalé par Blanchet en 1720(?) et en 1756 puis par Taskin en 1770 et en 1780.

Le ravalement d'un clavecin est une opération de transformation approfondie visant à développer les caractéristiques de l'instrument (étendue, nombre de jeux) en conservant ses qualités sonores.
Le ravalement a été réalisé à grande échelle, pendant tout le XVIIIe siècle, par les facteurs parisiens sur la base d'instruments de facture flamande, généralement issus des ateliers des Ruckers et Couchet. En effet, la table d'harmonie de ces instruments était considérée d'une qualité exceptionnelle, ce qui justifiait de la conserver autant que possible, ainsi que la rosace, marque du facteur, plutôt que de construire un instrument neuf. Cette pratique débouchait aussi sur des falsifications.
On parlait de « grand ravalement » ou de « petit ravalement » selon que la caisse (ainsi que la table d'harmonie, les sillets et chevalets) était modifiée ou non. Le grand ravalement était une transformation de haute technicité, dont le coût pouvait égaler celui de la fabrication d'un instrument neuf, mais le prix de vente très élevé des instruments ravalés qui conservaient une table d'harmonie d'origine Ruckers justifiait largement ce travail.
Les améliorations pouvaient consister à :
- augmenter l'étendue du ou des claviers,
- rajouter un clavier,
- rajouter des jeux de cordes et des registres,
- aligner les claviers et/ou les doter d'un accouplement.